# Robert Tyrwhit
Robert Tyrwhit DD (1698 - 15 de junho de 1742) foi um cónego de Windsor de 1730 a 1742 e arquidiácono de Londres de 1731 a 1742.

## Carreira
Ele foi educado no Magdalene College, Cambridge, onde se formou BA em 1719, MA em 1722 e DD em 1728.
Ele foi nomeado:
- Reitor de Welton, Louth 1722
- Capelão do Rei 1727-1742
- Reitor de All-Hallows-the-Great, Londres 1727-1737
- Vigário de Kensington 1728-1731
- Ministro da Igreja de St James, Piccadilly 1729 - 1733
- Arquidiácono de Londres 1731 - 1742
- Prebendário de Kentish Town na Catedral de São Paulo, 1732

Ele foi nomeado para a oitava bancada na Capela de São Jorge, Castelo de Windsor em 1730, e manteve a posição até 1742.